# リガク
株式会社リガク（英: Rigaku Corporation）は、X線回折（XRD）や蛍光X線（XRF）、熱分析、分光分析などの装置を製造を行う企業である。
本稿では、持株会社であるリガク・ホールディングス株式会社についても記述する。

## 所在地
リガクの本社は東京都にある。製造や研究開発を行う拠点は、日本とアメリカ合衆国にある。
アメリカ合衆国における子会社は、Rigaku Americas Corporation（テキサス州ウッドランド）、Applied Rigaku Technologies（テキサス州オースティン）、Rigaku Innovative Technologies（ミシガン州オーバーンヒルズ）がある。ヨーロッパの拠点は、ドイツ、チェコ、ポーランドにある。

## 沿革
- 1951年 - 理学電機株式会社として創立。
- 1952年 - 世界で初めて回転対陰極型Ｘ線発生装置（ロータフレックス）を開発。[2]
- 1954年 - 日本で初めて自動記録式Ｘ線回折装置（ガイガーフレックス）を開発。
- 1976年 - 応力測定のための平行ビームを用いたX線回折装置と、炭素を測定可能な蛍光X線装置を開発。
- 1981年 - ホウ素を測定可能な蛍光X線装置を開発。
- 2004年 - 理学電機株式会社が販売会社である株式会社リガクと統合し、新たに株式会社リガクとして発足。
- 2021年
  - 3月 - アトム・ホールディングスがリガク株式の過半数を取得。同時にアトム・ホールディングスの商号をリガク・ホールディングスに変更。
  - 4月 - リガク・ホールディングスがリガクを株式交換により完全子会社化。
  - 6月 - 本社を東京都昭島市に移転。
- 2024年10月 - リガク・ホールディングスが東京証券取引所プライム市場に上場。